# Alsóregmec
Alsóregmec is een plaats (község) en gemeente in het Hongaarse comitaat Borsod-Abaúj-Zemplén. Alsóregmec telt 220 inwoners (2001).